# TBSオンデマンド
TBSオンデマンド（ティービーエスオンデマンド）は、
1. 無料見逃しサービス「TBS FREE」やParavi、TVerなどの各提携プラットフォームや動画配信事業者（FODを除く）へTBSテレビがコンテンツ提供を行うサービスの名称。"TBS On Demand"の頭文字をとって"TOD"と表記されることもある。
2. 株式会社TBSテレビが2018年6月30日まで運営していたインターネットを利用したビデオ・オン・デマンド（VOD）事業、および有料動画配信サービスの名称。

である。ここでは2.について詳述する。

## 概要
かつての、TBSオンデマンドでは、TBS系地上波などで過去に放送された名作ドラマ・音楽ライブ・映画・アニメ・バラエティ・スポーツ・ドキュメンタリー・アイドル・アナウンサー出演番組など、TBSテレビが持つさまざまなジャンルの人気番組を24時間365日有料で配信していた。その他、新作オリジナルコンテンツも配信していた。2018年6月30日をもって有料配信サービスを終了し、Paraviに統合した。

## 沿革
- 2009年（平成21年）2月3日より3月28日までの期間限定で、地上波で放送中の金曜ドラマ「ラブシャッフル」とバラエティ「ウンナン極限ネタバトル! ザ・イロモネア 笑わせたら100万円」をPC向けに広告付き無料配信。
- 2009年4月29日にサイトリニューアル。「高校教師」など、過去にTBS系地上波で大ヒットした連続ドラマ等「TBSライブラリー番組」の本格配信を開始。
- 2009年5月20日にGyaONEXTで配信開始。
- 2009年5月22日にYahoo!動画（現GYAO!ストア）で配信開始。
- 2009年11月4日にDMM.comで配信開始
- 2009年11月25日にDMM.TV for Blu-ray Discで配信開始。
- 2010年5月22日にWiiの間で配信開始。
- 2015年10月1日、無料見逃しサービスの名称を「TBS FREE by TBSオンデマンド」と命名[1]。
- 2016年10月3日、一部の作品を固定料金で視聴できる定額見放題メニュー「プレミアム見放題」開始[2]（Huluなどに対抗）。
- 2018年6月30日をもってサービス提供を終了（同年3月31日をもって新規有料コース登録および新規コンテンツの配信を終了、TBSHDなどが出資している動画配信サービスParaviへの乗り換えキャンペーンも行う）[3]。

## 配信番組の特徴
TBSテレビの持つドラマを中心とした膨大な過去番組ライブラリー、CS「TBSチャンネル」発の最新音楽ライブやグラドル番組、BS-TBS発のドラマやドキュメンタリー、TBSラジオ発のオリジナルバラエティ、劇場公開映画、その他TBSテレビアナウンサーが出演したTBSオンデマンドオリジナル新規制作番組など、多くのジャンルの番組をバランスよく配信している。
サービス終了後はTBSテレビが配信元の有料動画ブランドに転換したため、それ以降に配信された作品も『TBSオンデマンド』の名称を引き続き使っている。テレビ番組コンテンツの画面右下にあるチャンネルロゴ表示は、サービス終了以降、『TBSオンデマンド』から『TBS』のロゴに変更されているが、右上に位置する地上波のウォーターマークとの差別化のため、「ジ～ン」を用いられていなかった。このため、2020年4月以降、5代目ロゴへの移行と同時に行われるジ～ンの利用終了に伴い、地上波のウォーターマークと差別化する必要が無くなったため、ウォーターマークの表示を終了した。
- TBSテレビ地上波で過去に放送し大ヒットしたドラマ等「TBSライブラリー番組」の第一弾として、「高校教師」（真田広之、桜井幸子）、「オレンジデイズ」、「真夏のメリークリスマス」の3作品を2009年4月29日から配信開始。
- 2009年6月には「ずっとあなたが好きだった」、「愛していると言ってくれ」等を配信。その後も「スウィート・ホーム」「誰にも言えない」「ダブル・キッチン」「高校教師」（藤木直人、上戸彩）「十年愛」「あしたがあるから」「理想の結婚」「クリスマス・イブ」「TBS創立30周年記念ドラマ　関ヶ原」「百年の物語」「明智小五郎対怪人二十面相」「フレンズ」「私は貝になりたい」（1958年版）など、連続ドラマだけでなく単発ドラマを含め、TBSの新旧の名作ドラマを続々と配信開始。単発ドラマ時代の「東芝日曜劇場」の代表作など、最新ドラマだけでなく70年代・80年代の秀作も積極的に配信している。
- 以降も毎月3～5作品程度を追加し、最終的にはドラマ以外も含め、常時100作品（500話～1000話）規模の地上波コンテンツをラインアップ予定。
- その他、TBS地上波OA中の「第二アサ秘ジャーナル」や、TBSチャンネル発のグラドル番組「Beach Angels」シリーズ、「BoA」「東方神起」「コブクロ」「倖田來未」「ウルフルズ」「絢香」などTBSチャンネルオリジナルライブ、「ケータイ刑事 銭形シリーズ」「怪談新耳袋」「東京少女」「大アフリカ」などBS-TBS発のドラマやドキュメンタリー、映画、アニメ、「K-1」「DREAM」「ボクシング世界戦」などの格闘技、スポーツ、バラエティ、アナウンサーオリジナル番組など、TBSテレビが持つ多彩な番組を有料配信中。
- TBSラジオがオンデマンド配信用に新規制作した「TBSラジオ『JUNK』座談会スペシャル2008」「TBSラジオ『JUNK』爆笑問題カーボーイ～太田はこれを読んだ」など音声のみコンテンツも配信。
- 2008年最大のヒット作となった韓国ドラマ「エデンの東」（ソン・スンホン主演）のノーカット字幕版も2009年11月より配信。
- TBSテレビのみならず、JNN系列準キー局の毎日放送（MBSテレビ）や系列局のCBCテレビ、北海道放送（HBC）、RKB毎日放送が制作したドラマの一部作品の配信も行っている。
- CMが放送される箇所は、日本民間放送連盟による放送番組の違法配信撲滅キャンペーンCM（遠藤憲一出演）に差し替えている。

## TBS FREE
かつてのTBSオンデマンドは有料で動画を配信するサービスが基本だったが、2009年2月3日から3月28日までの期間限定トライアルとして「TBSオンデマンド無料見逃しサービストライアル」と題し、地上波放送中の『ラブシャッフル』と『ザ・イロモネア』をPC向けに広告付き無料配信した。TBSホームページの他に、テレビドガッチおよびYahoo! JAPANのサイトでシンジケート配信された。放送中のゴールデン・プライムのドラマ・バラエティを「広告付き無料」で見逃し配信するという点に特徴があり、民放キー局としては初の試みであった。
視聴者の「見逃し」へのニーズに応え、番組への関心を持続・向上させることにより、できるだけ幅広い人々に地上波放送を視聴してもらうことが主な目的であり、地上波放送終了日の2日後から最新話を配信開始し、次回放送開始前まで配信した。
2015年10月26日開始の「Tver」にあわせて、10月1日より「TBS FREE by TBSオンデマンド(TBS FREE)」に改称し、さらに有料配信サービスのParavi統合後は単に「TBS FREE」と呼ばれている。
2024年9月9日よりTBS IDに登録しTBS FREEを利用した場合、TBS FREEの全サービス、およびTBS ID会員向けの各種機能が利用可能となった。

## 配信事業者
提携するコンテンツ配信事業者を、PC向け、テレビ向け（STBや専用テレビ、スマートスティックを利用）含め以下に記す。放送局が運営する動画配信サービスとして国内最大級の提携先を有する。
料金は前払い制。

### PC ・STBとも対応
- Hulu
- U-NEXT
  - LーMOVIE powered by U-NEXT
- GYAO!（見逃し配信）
  - GYAO!ストア（過去放送分）（旧・Yahoo!動画）
- TSUTAYA TV
- Amazonプライム・ビデオ
- Google Play ムービー＆ TV（配信番組は少ない）
- MBS動画イズム[4]

### PCのみ
- eo動画
- goo
- OCN
- Rakuten TV：プロバイダー決済以外にもクレジットカードや電子マネーなどでの支払いも可能
  - BIGLOBE - 動画サービスはRakuten TVに統合。
- DMM.com
- ふらっと動画
- DTV
- ビデオマーケット
- TELASA

### STB
- アクトビラ
- ひかりTV
- auひかり
- J:COMオンデマンド
- DMM.TV for Blu-ray Disc
- Wiiの間

### TV
- もっとTV

### 過去
- テレビドガッチ